# HD 130144
HD 130144，又名BD+15 2758，SAO 101200、HR 5512，是一颗恒星，视星等为5.63，位于銀經14.55，銀緯60.79，其B1900.0坐标为赤經14h 41m 23.1s，赤緯+15° 60.79′ 7″。